# 梅田稲荷神社 (足立区)
梅田稲荷神社（うめだいなりじんじゃ）は、東京都足立区梅田にある神社。祭神は宇迦御魂命で、志田先生義広(しだのせんじょうよしひろ)が建立した神社と伝えられている。境内の手水鉢には文久元年(1861年)9月と刻まれている。
戦災で焼失し、再建された。

## 祭神
宇迦御魂命

## 歴史
源義家の孫、六条判官為義の3男義広が治承4年（1180年）に建立した。
創建年その他は不明。旧社殿は昭和20年（1945年）3月の空襲で焼失。昭和28年（1953年）に再建された。盥漱石には「文久元年（1861年）9月」と刻まれている。

## 境内
境内建物は、社殿、神楽殿、神輿庫、社務所の4つである。社殿正面右手には、さし石（力石）が置いてあり、
鳥居には「大正11年(1922年)9月」の銘がある。その他境内に「天明7(1787年)丁末9月創立、嘉永7年(1854)甲寅11月再建　氏子中」の銘がある幟立て、手洗石がある。なお手洗石の記年については、昭和52年(1976年)までは「文久元年9月」と刻まれていた記述があるが、
現在は剥離して年代不明となっている。
社務所前の道路に面して、2体の青面金剛像がある。

## 文化財

### 重要文化財（国指定）
梅田稲荷神社前に有形民俗文化財の建立年不詳の庚申塔がある。

### その他
社務所の右に昭和51年(1976年)に庚申塔が建立された。塔内には庚申塔と外荒神の2基が祀られている。元々は王子道と古奥州道の交わる梅田掘にあったものをここに移しておいたものが、朽損したので、地元有志・念仏衆中が合いよって同を新築、保存をはかったもの。

## 年中行事
1月9日は歳始祭、2月初午は初午祭、5月5日は剣まつり（端午の節句）、6月30日は大祓い、9月9日は例大祭り、12月30日は大祓いがある。

## 交通アクセス
東武伊勢崎線（東武スカイツリーライン）「梅島駅」より徒歩8分（経路案内）